# Līvbērze (stacja kolejowa)
Līvbērze (ros. Ливберзе) – stacja kolejowa w miejscowości Līvbērze, w gminie Jełgawa, na Łotwie. Położona jest na linii Windawa - Jełgawa.